# 趙于逵
趙逵（1580年—1623年），字羽孟，號華峯，陝西等處承宣布政使司西安府盩厔縣人，軍籍。

## 生平
庚辰十二月初六日生，行一，治《易經》，由學生中式萬曆三十七年（1609年）己酉鄉試三十名舉人，年三十歲中式萬曆三十八年庚戌科會試二百三十八名，第三甲第二百三十一名進士。大理寺觀政，授行人司行人，四十六年選雲南道試御史。天啓元年（1621年）十月任巡漕御史，二年十二月巡视殿门工程，卒于官，三年十月贈太僕寺少卿。

## 家族
曾祖趙鶴，贈同知；祖趙廷璣；父趙□；母蕭氏。慈侍下。弟趙于前（庠生）。